# Ribera Baja del Genil
La Asociación o Mancomunidad de Municipios Ribera Baja del Genil se constituye el 20 de octubre de 1995 como una entidad sin ánimo de lucro, al amparo de la Ley 19/1997, de 1 de abril y Decreto 873/73, de 22 de abril, reguladores del derecho de Asociación sindical. Su ámbito territorial es comarcal, engloba a los municipios de Huétor Tájar, Villanueva Mesía, Moraleda de Zafayona y Salar, todos ellos comprenden la Mancomunidad Ribera Baja del Genil.
Actualmente la Asociación cuenta con alrededor de 200 asociados de diferentes sectores, por tanto está clasificada como una asociación multisectorial. En el proyecto de implantación de servicios de comercio electrónico y nuevas tecnologías, participarán en torno a 70 empresas.

## Municipios
| Municipio            | Población | Superficie | Densidad |
| -------------------- | --------- | ---------- | -------- |
| Huétor Tájar         | 9.468     | 40         | 236,67   |
| Moraleda de Zafayona | 3.093     | 48         | 64,44    |
| Salar                | 2.803     | 86         | 32,59    |
| Villanueva Mesía     | 2.174     | 11         | 197,64   |

## Actividades
La actividad que desarrolla la Asociación es la actividad propia de las organizaciones empresariales destacando entre sus fines y actividades las siguientes:
- La representación, defensa y promoción de los intereses económicos, sociales, profesionales y culturales de sus afiliados.
- Representar a los miembros que los soliciten, en cuanto a su empresa o comercios respectivos, ante las diversas entidades, tanto públicas como privadas, siempre que dicha representación no origine perjuicio alguno para la Asociación o el resto de miembros de la misma.
- Representar, en su caso, los votos de la Asociación ante las Asociaciones, Federaciones u Organismos similares de carácter autonómico, nacional o internacional a los que ésta pudiera adherirse.
- La administración de sus propios recursos y su aplicación a los fines y actividades que desarrolle siempre con gran diligencia y siempre en beneficio de sus socios.
- La colaboración con distintas Administraciones, se colabora estrechamente con los Ayuntamientos de la Mancomunidad para la mejora de los servicios públicos, en beneficio del comerciante y empresario, y del consumidor final.
- Fomentar la solidaridad y unidad de todos los asociados, impulsando la creación de políticas comerciales y empresariales comunes, así como el establecimiento de cuantos servicios técnicos y profesionales de asesoramiento e información se consideren beneficiosos para sus asociados.
- Asesoramiento integral al pequeño comercio y a las pymes: asesoramiento en temas legales, fiscales, contables y de calidad. A través de la unidad de creación de empresas se ofrece la información necesaria para la creación de una empresa y se estudia su viabilidad económica, técnica y financiera.
- Asesoramiento y tramitación en materia de ayudas y subvenciones.
- Comunicación y difusión de información económica y empresarial mediante la edición periódica de un boletín informativo para todos los asociados, en el cual se informa de las últimas noticias de carácter comercial y empresarial, sobre normativa vigente y subvenciones.
- Acuerdos y convenios con diferentes entidades públicas y privadas, que supongan ventajas para el tejido empresarial.
- Relaciones Institucionales: numerosas reuniones sectoriales y con las diferentes Administraciones, para tratar la problemática de cada sector, gestionando y resolviendo las quejas y dudas que se hayan planteado.
- Participación de la Asociación, en el Gabinete Técnico, del Consorcio para el Desarrollo Rural del Poniente Granadino, que gestiona fondos europeos para el desarrollo rural y empresarial de la zona en la que se ubica la Asociación.

## Características de la Mancomunidad
Desde el punto de vista productivo, el ámbito funcional en el que nos enclavamos, se clasifica dentro del grupo de regiones en fase de desarrollo económico y con potencialidades endógenas de desarrollo.
A grandes líneas, los elementos de diferenciación podrían ser los siguientes:
1. Evolución demográfica positiva desde 1900 hasta nuestros días. Cabe destacar que en los últimos 5 años se ha producido un crecimiento más acentuado de la población inmigrante, principalmente de países sudamericanos.
2. Tensiones y conflictos vinculados con incremento de los usos urbanos sobre el medio rural debido al crecimiento físico de las ciudades, a la expansión dispersa del suelo industrial y a la aparición de procesos de segunda residencia.
3. Pese a la diversificación de la base productiva, la actividad agraria sigue siendo la principal actividad económica. Otra circunstancia es la existencia de excedentes de mano de obra agraria sin embargo, son de destacar la existencia de potencialidades endógena de desarrollo lo que está permitiendo cierta diversificación productiva y de cambios en las estructuras agrarias tradicionales.
4. Ubicación de espacios industriales, se ha implantado en Huétor Tájar el polígono industrial de La Catalana, ubicado junto a la A-92, en Villanueva Mesía, está el polígono industrial Los Llanos y en Moraleda está prevista la construcción de otro polígono industrial. Estos espacios industriales facilitarán la expansión de las empresas locales y la ubicación de empresas de otras zonas.
5. Las buenas comunicaciones se han convertido en un elemento dinamizador de la economía de primera magnitud y en estos municipios es un factor que influye de forma muy positiva.

## Limitaciones de la Mancomunidad
Los principales estrangulamientos que limitan el desarrollo económico en la Mancomunidad son los siguientes:
1. Escaso nivel formativo de la población desempleada.
2. La agricultura es la base del sistema económico y en ella se puede constatar la excesiva dependencia del monocultivo del espárrago, esto trae consigo que exista un grave riesgo de declive económico en la comarca si se produjera una bajada en la rentabilidad de este producto por caídas de precios o saturación del terreno cultivable. Para evitar este problema se han buscado otras alternativas al monocultivo del espárrago como es el cultivo de la alcachofa, el tomate, y otros productos hortícolas.
3. Escasez de profesionales que se dediquen a la comercialización de los productos de la tierra. Hay una marcada desunión entre las cooperativas de la zona, lo que limita la salida de los productos hacia el exterior.
4. Escasez de inversiones en el sector agrícola.
5. Escasa formación empresarial tanto de los cuadros medios de las cooperativas como de los empresarios individuales.
6. En industria el estrangulamiento lo vemos en la falta de iniciativa empresarial tanto pública como privada, falta de instrumentos que potencien el tejido industrial, y programas de captación de nuevas empresas. Así como la diversificación de industrias agroalimentarias de transformación.
7. Otro estrangulamiento básico en la economía y en la sociedad local es el engranaje desarrollado entre la economía sumergida, el trabajo temporal y el subsidio, creando un círculo que garantiza un mínimo de renta familiar anual, y que a su vez obstaculiza que se planteen iniciativas tanto personales como agrupadas.
8. En el sector servicios el estrangulamiento en el comercio viene dado por la desunión de los pequeños comerciantes que les impide hacer frente a los grandes supermercados.
9. Escasez de iniciativas que persigan la investigación en materia agrícola que haga posible el aumento de la rentabilidad de las explotaciones agrícolas y la introducción de nuevos cultivos.
10. Escasez de iniciativas tendentes a aprovechar los recursos turísticos fundamentalmente existentes en el municipio de Salar por la belleza de su Sierra y en Moraleda de Zafayona que cuenta con cuevas que podrían aprovecharse para turismo rural.

- Datos: Q1087660